# Halictus pinguismentus
Halictus pinguismentus là một loài Hymenoptera trong họ Halictidae. Loài này được Janjic & Packer mô tả khoa học năm 2001.